# Władcy Fano
Książęta Fano
- 1356–1385 : Galeotto I Malatesta
- 1385–1427 : Pandolfo III Malatesta
- 1427–1468 : Sigismondo Pandolfo Malatesta
- 1468–1482 : Fryderyk III da Montefeltro
- 1482–1500 : Guidobaldo I da Montefeltro
- 1500–1503 : Cezar Borgia
- 1503 : do Księstwa Urbino